# 迪奧索
迪奧索是剛果共和國的城鎮，由奎盧省負責管轄，位於黑角以北約25公里。市內設有聲稱非洲最大型的黑猩猩保育中心，在1992年成立，曾為125隻黑猩猩提供治療。
4°37′S 11°51′E / 4.617°S 11.850°E